# Titularbistum Charadrus
Charadrus (ital.: Caradro)  war ein Titularbistum der römisch-katholischen Kirche, das 1930 aufgelöst wurde.
Es geht zurück auf einen Bischofssitz in der antiken Stadt Charadros im „rauen“ Kilikien in Kleinasien, das zur Kirchenprovinz Seleucia in Isauria (Seleucia Trachea) gehörte.
| Titularbischöfe von Charadrus |                                                   | |                 |                   |
| Nr.                           | Name                                              | Amt | von             | bis               |
| 1                             | Jean-Didier de Saint Martin MEP                   | 15. Januar 1782–28. September 1792 Apostolischer Koadjutorvikar von Sichuan 28. September 1792–15. November 1801 Apostolischer Vikar von Sichuan (Kaiserreich China) | 15. Januar 1782 | 15. November 1801 |
| 2                             | Pierre Trenchant MEP                              | Apostolischerkoadjutor Vikar von Sichuan (Kaiserreich China) | 1802            | 18. April 1806    |
| 3                             | Francisco de la Concepción Ramírez y González OFM | Apostolischer Vikar von Tamaulipas (Kaiserreich Mexiko/Mexiko) | 28. Juni 1861   | 18. Juli 1869     |
| 4                             | John Leonard                                      | Apostolischer Vikar des Kaps der Guten Hoffnung, Western District (Kapkolonie)                                                                                       | 1. Oktober 1872 | 19. Februar 1908  |
| 5                             | Michael Antonio Maria Vuylsteke OP                | Apostolischer Vikar von Curaçao (Niederländische Antillen) | 10. Juni 1910   | 4. August 1930    |